# Багатостороння угода компетентних органів про автоматичний обмін інформацією про доходи, отримані через цифрові платформи
Багатостороння угода компетентних органів про автоматичний обмін інформацією про доходи, отримані через цифрові платформи, англ. Multilateral Competent Authority Agreement on automatic exchange of information on income derived through digital platforms (DPI-MCAA) — станом на квітень 2025 діє у 29 країнах, переважно членах ЄС.
Україна готується до приєднання до цієї угоди. Обов’язковою передумовою для приєднання України до Багатосторонньої угоди DPI є імплементація в національне податкове законодавство Модельних правил ОЕСР щодо звітності операторів цифрових платформ та Директиви Ради (ЄС) 2021/514 від 22 березня 2021 року про внесення змін до Директиви 2011/16/ЄС про адміністративну співпрацю у сфері оподаткування (Директива DAC 7).